# Ajradite
 (mars 2024).
Les Ajradites sont les adeptes d'une branche du kharidjisme. C'est un groupe principalement actif au Khorassan. Leur nom dérive du fondateur, Abd-al-Karim ibn Ajrad, éloigné de la branche atawiyya[Quoi ?], une des branches du courant des Najadates.
Abd-al-Karim est originaire de Balkh et est emprisonné par le gouverneur de l'Irak, Khālid ibn ʿAbdallāh al-Qasrī (en), entre 724 et 738. Ce courant exclut les enfants de l'islam jusqu’au début de la puberté.

## Doctrine
- Si vous ne connaissez pas le sujet, laissez ce bandeau (vous pouvez alors contacter les auteurs).
- Si vous supprimez le contenu mis en cause (vous pouvez préalablement contacter les auteurs),

argumentez précisément cette suppression dans la page de discussion
(un manque de référence n'est pas un argument ; une recherche réelle de référence doit avoir été effectuée, être formellement documentée).
- L'enfant doit être nommé lorsqu'il atteint la puberté, et doit être désavoué avant cela jusqu'à ce qu'il soit appelé à l'Islam et qu'il soit décrit et distingué par cela.
- Parmi eux, il y a un autre groupe qui a reconsidéré la question de la maison et de ses habitants (Dâr-al-Islam), et ils ont dit : « Le devoir est de combattre le Sultan en particulier, et celui qui est satisfait de son règne, mais quant à celui qui le nie, ils ne pensent pas qu'il devrait être tué à moins qu'il ne les aides, ou ne conteste leur religion, ou ne devienne une aide ou un guide pour le sultan ! »
- Parmi eux, il y a un troisième groupe qui était unique en ce sens qu'il s'arrêtait aux enfants en général, et ils disaient : « Les enfants des incroyants, ni les enfants des croyants, n'ont aucune tutelle, inimitié ou désaveu, jusqu'à ce qu'ils atteignent la puberté et soient appelés à l'Islam, puis reconnaissez le ou niez-le. »
- Parmi eux se trouve un groupe qui a généralisé l'arrêt : ils arrête tous ceux de la maison de Taqiyya, de ceux qui se font passer pour l'Islam et des Ahl al-Qibla (gens de la Qiblah), à l'exception de ceux dont ils ont reconnu la foi, en laquelle ils l'adoptent, ou l'incrédulité dans lequel ils désavouent.
- Parmi eux se trouve une autre secte appelée : Al-Mamuniyya qui elle permettait le mariage des filles des filles et des filles des garçons, tout comme le permettaient les mages.
- Parmi eux se trouvait un groupe qui niait la sourate Yusuf, affirmant qu’elle n’était pas dans le Coran[1][source insuffisante].

## Sous-groupes
Le groupe se diversifie en :
- Mamuniyya
- Khalafiyya
- Hamziyya
- Shuaybiyya
- Saltyya
- Khazimiyya
  - Deux groupes
- Thaliba
  - Cinq groupes
- Atrafiyya

La plus importante est la branche Hamziyya, qui organise la révolte kharidjite dans le sud du Khorassan, dirigée par Hamza ibn Adrak, en 795.

### Biographie
- Michel Bry, Histoire des religions en Europe. Judaïsme, Christianisme et Islam, La Documentation Française, 2000 (ISBN 978-2-804-12775-6).
- Fatima Mernissi, La peur-modernité. Conflit Islam-démocratie, Albin Michel, 1992, 250 p. (ISBN 978-2-226-05853-9).